# 岬

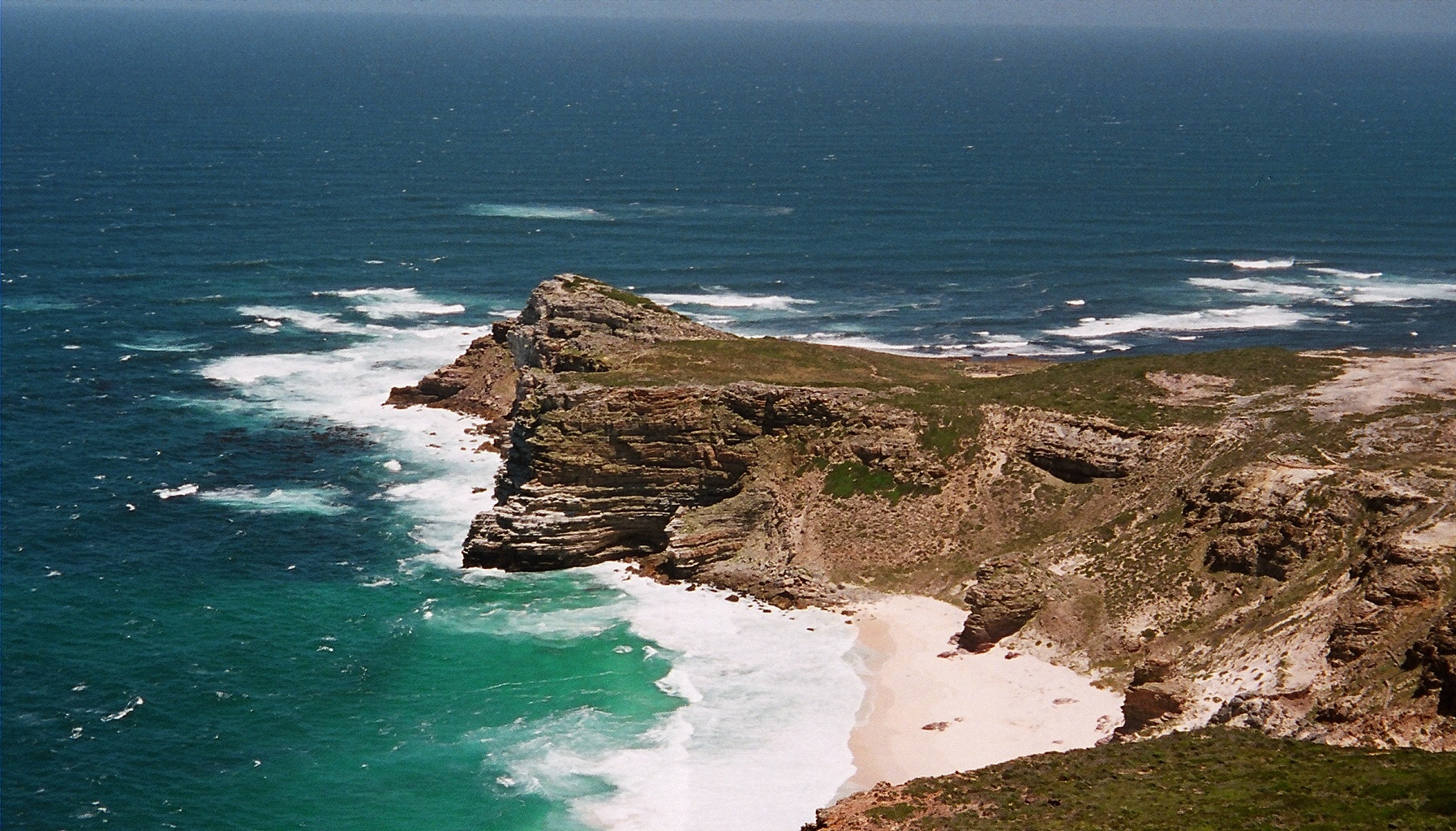
喜望峰

岬・崎（みさき、さき）は、海へ突き出した陸地の先端部の地形を示す名称。湖などでも用いる。丘や山が海に臨む場合もあれば、平坦な地形の場合もある。半島や島の最先端部に多く現れる。

## 概念
日本語で岬を表す表現には、崎、埼、碕、角、鼻がある。ただし、同じ場所でも地図と海図で表記が異なることがある（野島崎と野島埼など）。「崎」は山脚が海に突出した地形という意味であり、地図では野島崎などの地名に陸軍陸地測量部が「崎」を使用していた経緯から国土地理院も引き続き使用している。一方、山岸博によると明治18年刊行の『海軍水路誌』 において集落と自然地形を区別するため、海図では岬の先端は「埼」、集落名や岬名は「崎」と区別したという。海上保安庁海洋情報部でも埼、崎、岬を区別し、航海者が地形を判断できるようにするため、海図では野島埼などに「埼」の表記を用いている。
岬
「岬」の原義は山に挟まれた谷の意味で「峡」と同義だったが、日本では明治時代に海図が製作されるようになり海側へ突出した陸地を指すようになった。
崎
「崎」の原義は極度に傾斜した山や山道のことで、海中にいびつに突き出した陸地を意味している（学研『新版漢字源』）。
埼・碕
菜切祥生によると「埼」や「碕」は突端部の地質に応じて区別されたという。
鼻
菜切祥生によると「鼻」は「埼」や「碕」と同じく、「岬」よりも小規模な地形に付けられている。
水面などに突き出た地形を指す「岬」は日本での用法であるが、中国語ではこの意味は、「角」（［［富貴角、好望角］］）など）の字で表す事が多い。他に、「咀」・「嘴」（尖沙咀など）、「鼻」（鵝鑾鼻など）の字が当てられることもある。中国語にも「岬 jiă」という字があるが、日本語でいう「谷」の場所に使われた。現在も福建省の地名にわずかに用例がある。日本と同じ意味では山東省の「成山岬」（成山頭）などの用例があった。また、解剖学で身体の突起部分（「骶岬」、「鼓室岬」など）にも使うが、日本語の「岬部」などの言い方を取り入れた用法と考えられる。
日本固有の用法である「岬」のことを、朝鮮語ではこの意味を「串」の字で表す。長山串（チャンサンゴッ（チャンサン岬）、北朝鮮、黄海南道長淵郡）や長鬐串（チャンギゴッ（チャンギ岬）、韓国・慶尚北道浦項市）が代表的な「串」（日本でいう「岬」）として知られている。「岬」の本来の意味は、峡谷で、古代日本語の「カヒ（カイ）」に対応し、高句麗語や景徳王の地名ではこの意味で用いられる。
海へ突き出した陸地の比較的大きなものは半島と呼び分けられるが、具体的定義はない。

## 岬の地理学
岬の主な成因には、山地が沈水し海岸線が山脚に達してできるもの、波の侵食に強い硬い岩石の部分が残ってできるもの、堆積した砂が砂嘴をつくるものが挙げられる。日本の例では、山地の沈水として瀬戸内海や若狭湾の多くの岬、岩石の侵食として犬吠埼や伊良湖岬、砂嘴として富津岬や野付埼（野付半島）が挙げられる。
海岸の岬は夜間・悪天候時の船舶の航行の障害となるため、灯台が設置されることが多い。
漁民や船乗りの間では岬はよく場所の目印とされ、日本では各地の岬に神を祀る信仰もあった。
海は抵抗となる粗度が小さいため海岸沿いの陸地は風が強くなりやすいが、外洋に面した岬ではそれが顕著に現れて強い風が吹きやすい。

## 世界の主な岬

### 北米
- モリスジェサップ岬（デンマーク王国自治領グリーンランド）
- セーブル岬（カナダ ノバスコシア州）
- バロー岬（アメリカ合衆国 アラスカ州）
- プリンスオブウェールズ岬（アメリカ合衆国 アラスカ州）
- コッド岬（アメリカ合衆国 マサチューセッツ州）
- ハッテラス岬（アメリカ合衆国 ノースカロライナ州）
- セーブル岬（アメリカ合衆国 フロリダ州）

### 中南米
- サンルーカス岬（メキシコ合衆国 バハ・カリフォルニア・スル州）
- カトーチェ岬（メキシコ合衆国 キンタナ・ロー州）
- グラシアス・ア・ディオス岬（ホンジュラス共和国 グラシアス・ア・ディオス県）、（ニカラグア共和国 北アトランティコ自治地域）
- パリニャス岬（ペルー共和国 ピウラ県）
- ホーン岬（オルノス岬）（チリ共和国 XII州=マガジャネス・イ・デラ・アンタルティカ・チレーナ州）
- ブランコ岬（ブラジル連邦共和国 リオグランデ・ド・ノルテ州）

### オセアニア
- ヨーク岬（オーストラリア連邦 クイーンズランド州）
- サウス岬（オーストラリア連邦 タスマニア州）
- ノース岬（ニュージーランド ノースランド州）
- バンザイクリフ（アメリカ合衆国自治領北マリアナ諸島 サイパン島）

### アジア
- 成山頭（中国山東省栄成市）
- バイブン岬（ベトナム社会主義共和国）
- スラタン岬（インドネシア共和国 南カリマンタン州）
- マイライラ岬（フィリピン共和国 イロコス・ノルテ州）
- コモリン岬（インド タミル・ナードゥ州）
- ラマス岬（インド ゴア州）
- アルハド岬（オマーン王国）
- ベイルート岬（レバノン共和国 ベイルート県）

### アフリカ
- スパルテル岬（モロッコ、タンジェ）
- ボン岬（チュニジア）
- ベルデ岬（セネガル共和国 ダカール州）
- グアルダフィ岬（ソマリア）
- ロペス岬（ガボン共和国）
- アガラス岬（南アフリカ共和国 西ケープ州）
- 喜望峰（南アフリカ共和国 西ケープ州）

### ヨーロッパ
- ロカ岬（ポルトガル共和国 リスボン都市圏）
- パッセーロ岬（イタリア共和国 シチリア州）
- ノール岬（ノルウェー王国 フィンマルク州）
- ダンカンズビー岬（英国 スコットランド ハイランド州）
- ランズエンド岬（英国 イングランド コーンウォール半島）
- フィニステール岬（仏国 フランス ブルターニュ半島）

### ロシア
- デジネフ岬（ロシア連邦 チュクチ自治管区）
- ロパトカ岬（ロシア連邦 カムチャツカ州）
- チェリュスキン岬（ロシア連邦 タイミル自治管区）

## 日本の主な岬

### 北海道
- カモイワッカ岬（択捉島） - 日本最北端
- 大岬（択捉島）
- 安渡移矢岬（国後島）
- 螻向崎（国後島）
- 宗谷岬 - 北海道最北端、北方領土を除く日本最北端
- 野寒布岬（のしゃっぷみさき）
- 知床岬 （知床半島）
- 納沙布岬 （根室半島） - 北方領土を除く北海道最東端
- 積丹岬 （積丹半島）
- 襟裳岬
- 白神岬 （松前半島） - 北海道最南端
- 北追岬 （奥尻島） - 行政区域としての北海道最西端
- 尾花岬 - 島としての北海道最西端
- チキウ岬

### 東北
- 大間崎 （下北半島） - 本州最北端
- 尻屋崎 （下北半島）
- 竜飛崎 （津軽半島）
- 入道崎 （男鹿半島）
- 魹ヶ崎 - 本州最東端
- 黒崎（牡鹿半島）

### 関東
- 犬吠埼
- 野島崎（房総半島）
- 富津岬（房総半島）
- 観音崎（三浦半島）
- 真鶴岬（神奈川県）

### 中部
- 石廊崎（伊豆半島の南端）
- 大瀬崎（伊豆半島）
- 恋人岬（伊豆半島）
- 御前崎（遠州灘と駿河湾の境界）
- 伊良湖岬 （渥美半島）
- 羽豆岬 （知多半島）
- 大王崎（大王岬・志摩半島・遠州灘と熊野灘の境）
- 安乗崎（安乗岬・志摩半島・的矢湾と遠州灘の境）
- 王ヶ鼻 （美ヶ原高原）
- 鳥ヶ首岬（新潟県）
- 生地鼻（富山県）
- 観音崎（能登半島）
- 禄剛崎 （能登半島）
- 珠洲岬 （能登半島）
- 越前岬（越前海岸）
- 立石岬（敦賀半島）
- 松が崎（蘇洞門）

### 近畿
- 経ヶ岬 （丹後半島）
- 和田岬 （神戸港）
- 猫崎 （竹野海岸）
- 大引きの鼻 （香住海岸）
- 鋸岬 （但馬御火浦）
- 松帆崎 （明石海峡） - 淡路島北端
- 生石鼻 （紀淡海峡） - 淡路島南東端
- 日ノ御埼 （紀伊水道）
- 雑賀崎 （和歌浦、紀伊水道）
- 潮岬 （紀伊半島） - 本州最南端

### 中国
- 地蔵崎 （島根半島東端）
- 日御碕 （島根半島西端部）
- 毘沙ノ鼻 - 本州最西端

### 四国
- 三崎（三崎半島）
- 蒲生田岬 - 四国最東端
- 室戸岬（高知県）
- 足摺岬 - 四国最南端
- 佐田岬 （佐田岬半島） - 四国最西端

### 九州
- 波戸岬 - 佐賀県東松浦半島北端部
- 韓崎 - 対馬最北端
- 野母崎 （長崎半島）
- 神崎鼻 （北松浦半島） - 九州最西端（本土最西端）
- 関崎 （佐賀関半島・豊予海峡）
- 鶴御崎 （鶴見半島） - 九州最東端
- 都井岬 - 宮崎県最南端
- 長崎鼻 （薩摩半島）
- 野間岬 （薩摩半島）
- 佐多岬 （大隅半島）  - 九州最南端
- 門倉崎 - 種子島最南端
- 笠利崎 - 奄美大島最北端

### 沖縄
- 辺戸岬（へどみさき） （沖縄本島）
- 備瀬崎 （沖縄本島 本部半島）
- 勝連崎 （沖縄本島 与勝半島）
- 知名崎 （沖縄本島 知念半島）
- 残波岬 （沖縄本島）
- 喜屋武岬（きやんみさき） （沖縄本島）
- 東平安名岬（ひがしへんなざき） （宮古島）
- 西平安名岬（にしへんなざき） （宮古島）
- 平久保崎 （石垣島）
- 西崎（いりざき） （与那国島） - 日本最西端